# ایپوویتسه
ایپوویتسه (به چکی: Ejpovice) یک منطقهٔ مسکونی در جمهوری چک است که در ناحیه روکیتسانی واقع شده‌است. ایپوویتسه ۷٫۶۹ کیلومتر مربع مساحت و ۶۶۰ نفر جمعیت دارد و ۳۴۷ متر بالاتر از سطح دریا واقع شده‌است.